# Solidago tortifolia
Solidago tortifolia là một loài thực vật có hoa trong họ Cúc. Loài này được Elliott miêu tả khoa học đầu tiên.